# Aldo Duro
Aldo Duro (Zara, 25 gennaio 1916 – Roma, 11 luglio 2000) è stato un linguista e lessicografo italiano.

## Biografia
Nato in Dalmazia, a Zara (oggi in Croazia), abbandona la città natale a seguito dell'annessione da parte della Iugoslavia.
Si laurea alla Scuola Normale Superiore di Pisa nel 1939, per poi perfezionare la sua preparazione con Luigi Russo, Michele Barbi e Bruno Migliorini (a lungo presidente dell'Accademia della Crusca).
È stato curatore del Grande Vocabolario Treccani, del Tesoro della lingua italiana delle Origini, nonché direttore dell'Osservatorio della Lingua italiana presso l'Istituto dell'Enciclopedia Italiana.

## Opere (elenco parziale)
- Gabriele D'Annunzio, vate d'Italia, Zara, Tip. E. De Schonfeld, 1939.
- Linguistica e poetica del Tommaseo, Pisa-Roma, Vallerini, 1942.
- Immagini e ritmi: elementi di stilistica e metrica: per il ginnasio e le scuole medie superiori, Bari, L. Macri, 1947.
- Grammatica italiana. Fonologia, morfologia, sintassi, Torino, G. B. Paravia e C., 1950.
- Grammatica italiana: La formazione della Lingua, Torino, G. B. Paravia e C., 1950.
- Prontuario etimologico della lingua italiana, coautore Bruno Migliorini, Torino, Paravia, 1950.
- Dizionario della lingua e della civiltà italiana contemporanea, coautore Emidio De Felice, Palermo, Palumbo, 1974 (2ª ed. col titolo Vocabolario italiano, 1993).
- Vocabolario della lingua italiana, 4 voll., Roma, Treccani, 1986-1994 (2ª ed., 5 voll., 1997).